# Vexilologia

Bandeira da Federação Internacional das Associações Vexilológicas

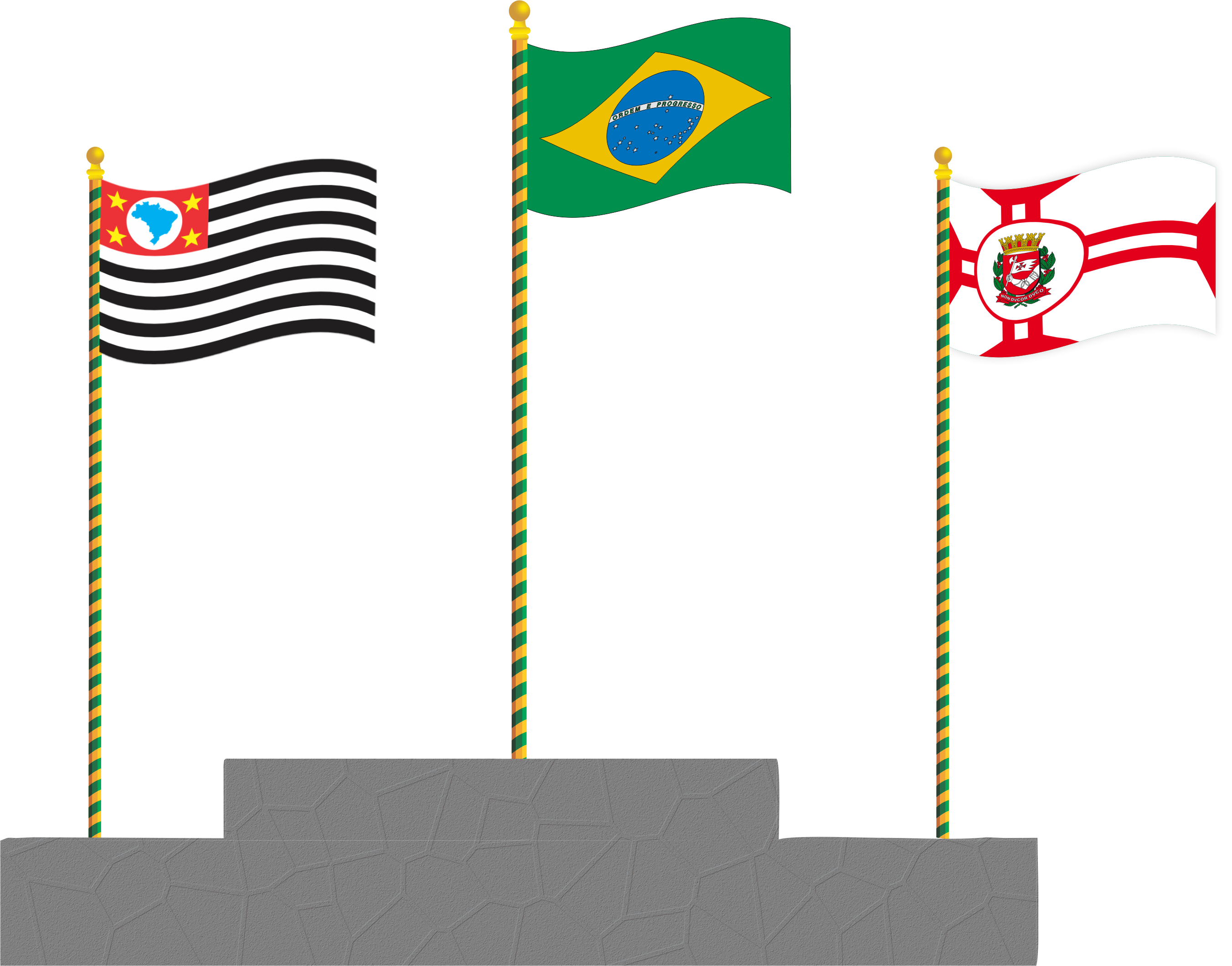
Hasteio vexilológico do padrão brasileiro em que a legislação do país manda que a bandeira nacional fique sempre ao centro e em posição de destaque.

A vexilologia é o estudo das bandeiras, estandartes e insígnias e das suas simbologias, usos, convenções etc. Este termo foi criado por Whitney Smith, dos Estados Unidos, com vasta obra publicada sobre o assunto. O seu nome provém de vexilo, nome dos estandartes utilizados no exército romano.
Uma pessoa que estuda as bandeiras é chamada "vexilologista". Por extensão, uma pessoa que desenha bandeiras é chamado "vexilógrafo".
A Federação Internacional das Associações Vexilológicas (FIAV) coordena várias associações de entusiastas deste campo do conhecimento. A cada dois anos esta organização promove congressos de vexilologia.

## Etimologia
A etimologia da palavra "vexilologia" possui uma combinação de prefixos latinos e sufixos gregos. Entende-se a sua construção etimológica como: vexillum (latim) + o + lógos (grego) + ia.  

## Desenho de bandeiras

### Princípios
Os desenhos das bandeiras apresentam um certo número de condicionantes que abrangem preocupações práticas, circunstâncias históricas e perspectivas culturais.
A primeira das preocupações práticas de vexilógrafo é a necessidade do seu desenho ser fabricado (muitas vezes em massa), transformando-se numa peça de tecido que irá ser hasteada em locais exteriores para representar aquilo que identifica.
O projecto de uma bandeira também pode ser um processo histórico, no qual o desenho actual, muitas vezes, baseia-se num antecedente histórico. Existem, actualmente, famílias de bandeiras com origem num antepassado único, como são o caso das bandeiras escandinavas, baseadas na Bandeira da Dinamarca e das bandeiras africanas, baseadas na Bandeira da Etiópia.
Também, certas culturas, condicionam o desenho das bandeiras, através da imposição de regras específicas, como é o caso da heráldica.
Com as condicionantes acima descritas, consideram-se cinco princípios base para um bom desenho de uma bandeira:
1. Simplicidade: a bandeira deverá ser tão simples que permita a uma criança desenhá-la de memória;
2. Simbolismo: as imagens, cores e padrões da bandeira deverão relacionar-se directamente com aquilo que ela simboliza;
3. Limitar o número de cores: utilizar 2 ou 3 cores no máximo, escolhendo cores básicas e contrastantes entre si;
4. Evitar legendas ou emblemas: evitar colocar na bandeira legendas ou emblemas complexos;
5. Distintividade: criar um desenho distintivo, que não se confunda com o de outras bandeiras.

### Proporções
Proporções de bandeira são indicadas por uma relação. A primeira figura corresponde à largura da bandeira,  que normalmente está definido como o lado prendido ao poste ou pessoal. A segunda figura corresponde para o comprimento da bandeira. Uma bandeira com uma largura de 3 unidades e um comprimento de 5 unidades ou é escrita 3:5 ou 3x5:
Bandeiras oficiais dos 195 países e suas proporções:
- A bandeira mais "curta" é a do Nepal, a única que não tem formato Quadrilátero (são dois triângulos retângulos sobrepostos no mastro). A sua proporção é 5:4
- A seguir temos as bandeiras quadradas da Suíça, do Vaticano, cuja proporção é 1:1
- A da Dinamarca possui proporção de 41:50
- A mais "longa" é a do Catar - proporção 11:28
- A proporção mais frequente é 2:3, presente nas bandeiras de 88 países
- São 52 os países com bandeira de proporção 1:2
- 10 países tem bandeiras "curtas" com proporção entre 0,7 e 0,75
- 33 países têm bandeiras "mais longas" com proporções entre 0,53 e 0,64

### Cores

Bandeiras da União Europeia

As abreviações seguintes indicam cores de bandeira:  R (vermelho) ; O (laranja); Y (amarelo); V (verde); B (azul); P (roxo); N (preto); W (branco); G (cinzento); M (castanho); Au (ouro); Ag (prata). Cores diferente dessas citadas não são abreviadas.
Os símbolos seguintes indicam sombras de cor aproximadas:
- - (claro);
- - - (muito claro);
- + (escuro);
- ++ (muito escuro) ;

O uso de uma descrição de cor sem um símbolo indica uma sombra da cor média, normal, ou desconhecida.